# Fontaine-l'Abbé
Fontaine-l'Abbé è un comune francese di 610 abitanti situato nel dipartimento dell'Eure nella regione della Normandia.
Il suo territorio è bagnato dalle acque del fiume Charentonne.

## Società

### Evoluzione demografica
Abitanti censiti